# Luo Xuejuan
Luo Xuejuan (chiń. upr. 罗雪娟; chiń. trad. 羅雪娟; pinyin Luō Xuějuān; ur. 26 stycznia 1984 w Hangzhou), chińska pływaczka specjalizująca się w stylu klasycznym, mistrzyni olimpijska z Aten, pięciokrotna mistrzyni świata.